# Смиренская, Евстолия Михайловна
Евстолия Михайловна Смиренская (1911 — ?) — советский учёный, доктор медицинских наук, лауреат Сталинской премии.

## Биография
Во время войны в 1941—1943 гг. — ординатор ЭГ 2577 Наркомздрава Башкирской АССР и ЭГ 2869 (г. Горький), в 1943—1945 гг. — младший научный сотрудник лаборатории по оживлению Всесоюзного института экспериментальной медицины. Капитан медицинской службы.
В декабре 1943 — марте 1944 гг. на базе ППГ № 182 5-й армии (Западный фронт) в составе бригады Главного военного-санитарного управления (ГВСУ) РККА занималась восстановлением жизненных функций раненых, находящихся в состоянии клинической смерти. 3 марта 1944 г. вместе с В. А. Неговским осуществила первое в мире оживление раненого с остановившимся сердцем.
В 1956—1960 гг. зав. лабораторией лечения шока и терминальных состояний Института грудной хирургии АМН СССР.
С 1960 г. старший научный сотрудник лаборатории клинической и экспериментальной физиологии ИССХ АМН СССР (с 1967 г. — им. А. Н. Бакулева).

## Награды и звания
Кандидат медицинских наук.
Сталинская премия — за научные исследования и разработку методов восстановления жизненных функций организма, находящегося в состоянии агонии или клинической смерти.
Награждена орденом Красной Звезды (11.07.1945), медалью «За победу над Германией».